# Élections régionales de 2011 à Brême
Les élections régionales de 2011 à Brême (en allemand : Bürgerschaftswahl in Bremen 2011) se tiennent le dimanche 22 mai 2011, afin d'élire les 83 députés de la 18e législature du Bürgerschaft, pour un mandat de quatre ans.
Le SPD, qui dirige Brême depuis la Seconde Guerre mondiale, reste la force dominante de la vie politique régionale, tandis que les Grünen supplantent la CDU à la deuxième place. Forte de plus des deux tiers des députés, la coalition rouge-verte du président du Sénat social-démocrate Jens Böhrnsen est ainsi reconduite.

## Contexte
Lors des élections régionales du 13 mai 2007, le Parti social-démocrate d'Allemagne (SPD), au pouvoir depuis 1945, confirme sa domination sur le moins peuplé des Länder allemands avec 36,7 % des voix, mais enregistre un recul de cinq points en quatre ans. En fonction depuis 2005, le président du Sénat Jens Böhrnsen met ensuite un terme à la grande coalition instaurée depuis 12 ans avec l'Union chrétienne-démocrate d'Allemagne (CDU), qui totalise 25,6 %.
Pour gouverner, le dirigeant social-démocrate se tourne vers l'Alliance 90 / Les Verts (Grünen), qui remporte 16 % des suffrages exprimés, et constitue ainsi une coalition rouge-verte. Elle marque la deuxième participation des écologistes au gouvernement de Brême.
Le parti Die Linke, nouveau venu sur la scène politique fédérale et régionale, parvient à entrer au Bürgerschaft dès sa première participation, en parvenant à rassembler 8,4 %. Il devance ainsi le Parti libéral-démocrate (FDP), qui retrouve sa représentation parlementaire avec 6 % des votes.
Les élections de 2011 se tiennent conformément à la nouvelle loi électorale, votée le 13 décembre 2006 à la suite de la pétition Mehr Demokratie beim Wählen, signée par plus de 70 000 citoyens. Alors que chaque électeur bénéficiait jusqu'à présent d'une seule voix qu'il attribuait à une liste de candidats de sa circonscription, il disposera à l'avenir de cinq voix qu'il pourra distribuer entre les listes de candidats ou entre les candidats eux-mêmes, selon les principes du panachage, du vote préférentiel et du vote cumulatif.

## Mode de scrutin
Le Bürgerschaft est constitué de 83 députés (en allemand : Mitglied des Bürgerschaft, MdB), élus pour une législature de quatre ans au suffrage universel direct et suivant le scrutin proportionnel de Sainte-Laguë. Le droit de vote est ouvert à partir de 16 ans révolus.
Chaque électeur dispose de cinq voix, qu'il peut attribuer à une ou plusieurs listes de candidats présentés par les partis politiques au niveau de la circonscription, ou à un ou plusieurs candidats selon les règles du panachage et du vote cumulatif. Le Land compte deux circonscriptions : Brême et Bremerhaven.
Lors du dépouillement, les 68 sièges de Brême et les 15 sièges de Bremerhaven sont répartis en fonction des voix récoltées au niveau de la ville, à condition qu'un parti ait remporté 5 % des voix au niveau de la circonscription concernée.

## Campagne

### Principaux partis
| Parti | Parti                                                                              | Chef de file                              | Résultat en 2007           |
| ----- | ---------------------------------------------------------------------------------- | ----------------------------------------- | -------------------------- |
|       | Parti social-démocrate d'Allemagne Sozialdemokratische Partei Deutschlands         | Jens Böhrnsen (Président du Sénat)        | 36,7 % des voix 32 députés |
|       | Union chrétienne-démocrate d'Allemagne Christlich Demokratische Union Deutschlands | Rita Mohr-Lüllmann                        | 25,6 % des voix 23 députés |
|       | Alliance 90 / Les Verts Bündnis 90/Die Grünen                                      | Karoline Linnert (Sénatrice aux Finances) | 16,5 % des voix 14 députés |
|       | Die Linke                                                                          | Kristina Vogt                             | 8,4 % des voix 7 députés   |
|       | Parti libéral-démocrate Freie Demokratische Partei                                 | Oliver Möllenstädt                        | 6,0 % des voix 5 députés   |

### Sondages
| Institut                | Date       | CDU    | SPD    | Verts  | FDP   | Linke  |
| ----------------------- | ---------- | ------ | ------ | ------ | ----- | ------ |
| Institut                | Date       |        |        |        |       |        |
| Forschungsgruppe Wahlen | 13/05/2011 | 19,0 % | 37,0 % | 24,0 % | 4,0 % | 6,0 %  |
| Infratest dimap         | 12/05/2011 | 20,0 % | 36,0 % | 24,0 % | 3,0 % | 7,0 %  |
| Emnid                   | 30/04/2011 | 22,0 % | 37,0 % | 24,0 % | 4,0 % | 7,0 %  |
| Forsa                   | 19/02/2011 | 23,0 % | 38,0 % | 22,0 % | 4,0 % | 7,0 %  |
| Konkret Marktforschung  | 22/12/2010 | 22,8 % | 33,4 % | 19,4 % | 3,3 % | 8,5 %  |
| Emnid                   | 30/03/2010 | 25,0 % | 35,0 % | 17,0 % | 5,0 % | 11,0 % |
| Dernières élections     | 13/05/2007 | 25,6 % | 36,7 % | 16,5 % | 6,0 % | 8,4 %  |

## Résultats

### Voix et sièges
| Parti                             | Parti                                        | Voix    | Voix  | Sièges  | Sièges        | Sièges | Sièges | Sièges |
| Parti                             | Parti                                        | Votes   | %     | Députés | +/-           |        |        |        |
| --------------------------------- | -------------------------------------------- | ------- | ----- | ------- | ------------- | ------ | ------ | ------ |
|                                   | Parti social-démocrate d'Allemagne (SPD)     | 505 348 | 38,60 | 36      | 4             |        |        |        |
|                                   | Alliance 90 / Les Verts (Grünen)             | 293 993 | 22,45 | 21      | 7             |        |        |        |
|                                   | Union chrétienne-démocrate d'Allemagne (CDU) | 266 483 | 20,35 | 20      | 3             |        |        |        |
|                                   | Die Linke (Linke)                            | 73 769  | 5,63  | 5       | 2             |        |        |        |
|                                   | Citoyens en colère (BiW)                     | 48 530  | 3,71  | 1       | en stagnation |        |        |        |
|                                   | Parti libéral-démocrate (FDP)                | 31 176  | 2,38  | 0       | 5             |        |        |        |
|                                   | Parti des pirates (Piraten)                  | 24 935  | 1,90  | 0       | en stagnation |        |        |        |
|                                   | Parti national-démocrate d'Allemagne (NPD)   | 20 470  | 1,56  | 0       | en stagnation |        |        |        |
|                                   | Union populaire allemande (DVU)              | 0       | 0,00  | 0       | 1             |        |        |        |
|                                   | Autres                                       | 44 651  | 3,41  | 0       | en stagnation |        |        |        |
|                                   |                                              |         |       |         |               |        |        |        |
| Votes valides                     | Votes valides                                | 264 984 | 96,67 |         |               |        |        |        |
| Votes blancs et nuls              | Votes blancs et nuls                         | 9 139   | 3,33  |         |               |        |        |        |
| Total                             | Total                                        | 274 123 | 100   | 83      | en stagnation |        |        |        |
| Abstentions                       | Abstentions                                  | 220 044 | 44,53 |         |               |        |        |        |
| Nombre d'inscrits / participation | Nombre d'inscrits / participation            | 494 167 | 55,47 |         |               |        |        |        |

### Conséquences
Le 30 juin 2011, après avoir reconduit sa coalition verte-rouge avec les écologistes, le social-démocrate Jens Böhrnsen est investi pour la troisième fois consécutive président du Sénat.